# Jean Rochefort
Pour les articles homonymes, voir Rochefort.
Jean Rochefort est un acteur français, né le 29 avril 1930 à Paris et mort le 9 octobre 2017 dans la même ville.
À l'instar de ses amis de la « bande du Conservatoire » dont font partie notamment Jean-Pierre Marielle, Jean-Paul Belmondo, Claude Rich, Bruno Cremer, Pierre Vernier, Annie Girardot et Françoise Fabian, Jean Rochefort s'impose peu à peu comme une figure du théâtre, de la télévision puis du cinéma français à partir des années 1960. Reconnaissable à sa voix chaude, à sa moustache et à un style de jeu caractérisé par le flegme et l'ironie, il apparaît dans cent treize films et trente-sept téléfilms, incarnant son dernier rôle dans le film Floride, en 2015.
D'abord voué aux seconds rôles, notamment aux côtés de Belmondo dans Cartouche, Les Tribulations d'un Chinois en Chine ou L'Héritier, il devient un acteur de premier plan à partir des années 1970. Il s'installe au sommet de l'affiche de nombreux films français notables, parmi lesquels Le Grand Blond avec une chaussure noire, L'Horloger de Saint-Paul, Que la fête commence..., Un éléphant ça trompe énormément et sa suite, Nous irons tous au paradis, Le Crabe-Tambour, Tandem, Le Mari de la coiffeuse, Ridicule, ou encore Le Placard. Alternant des rôles dans des films grand public et des films d'auteur, il devient une figure emblématique du cinéma français. C'est l'acteur fétiche d'Yves Robert et de Patrice Leconte.
Plusieurs fois récompensé, Jean Rochefort remporte notamment le César du meilleur acteur dans un second rôle pour Que la fête commence… en 1976 et le César du meilleur acteur pour Le Crabe-Tambour en 1978, puis reçoit en 1999 un César d'honneur, couronnant l'ensemble de sa carrière.

## Biographie

### Jeunesse
Jean Raoul Robert Rochefort naît le 29 avril 1930 dans le 20e arrondissement de Paris,,, il est issu d'une famille d'origine dinannaise. Son père Célestin Rochefort est fils de cocher ; autodidacte, il passe le certificat d'études, est employé à la Banque de France à 16 ans et termine sa carrière comme cadre supérieur dans l'industrie pétrolière, dans la société Shell ; sa mère, Fernande Guillot, est comptable.
Jean Rochefort grandit à Vichy pendant la Seconde Guerre mondiale (à la Libération, il assiste au spectacle des femmes tondues, ce qui lui donnera une vision noire de la nature humaine), puis à Vincennes, Rouen et Nantes.
Enfant rêveur, il fait des études médiocres au lycée Pierre-Corneille de Rouen, au collège de Cusset et au lycée Marcelin-Berthelot de Saint-Maur-des-Fossés. Il désespère son père, à l'opposé de son frère aîné, Pierre, qui intègre l'École polytechnique, et devient ultérieurement ingénieur général de l'armement.
Jean Rochefort passe tous ses étés à Dinan. Après la guerre, la famille Rochefort achète une résidence secondaire sur la Côte d'Émeraude à Saint-Lunaire, en Ille-et-Vilaine, une vingtaine de kilomètres au nord de Dinan. Jean Rochefort reste toute sa vie attaché à cette région ; en 2000, il achète une maison à Saint-Briac-sur-Mer, petite ville balnéaire qui jouxte Saint-Lunaire.

### Le Conservatoire et la compagnie Grenier-Hussenot
Son père envisage pour lui une carrière de comptable. En 1948, à la suite d'une mésentente passagère entre ses parents, Jean et sa mère sont contraints de rester en Bretagne après les vacances estivales. C'est durant l'hiver de cette année-là que l'ennui le lie à Pierre Besson, le fils de la marchande du bazar qui le persuade de prendre des cours de théâtre à Nantes, puis l'année suivante, de venir à Paris suivre à 19 ans les cours à l'école de la rue Blanche,. Selon d'autres sources, c'est en 1947 qu'il se prend de passion pour le théâtre et le métier d'acteur, à l'issue d'une représentation de la pièce Liliom de Ferenc Molnar, à laquelle il assiste avec sa mère à la Gaîté-Montparnasse,. Son père accepte de l'inscrire au conservatoire municipal de Nantes, où il habite, qui ne forme que des comédiens amateurs.

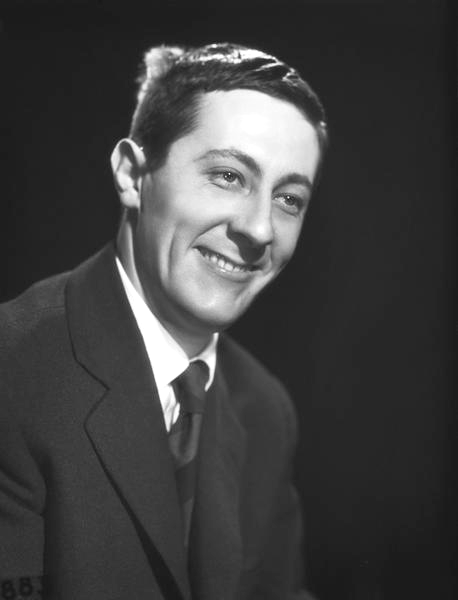
Jean Rochefort au début des années 1950, sans moustache (Studio Harcourt).

Il entre ensuite au Conservatoire national supérieur d'art dramatique de Paris où il a pour condisciples Jean-Paul Belmondo, Annie Girardot, Claude Rich, Jean-Pierre Marielle, Françoise Fabian, Pierre Vernier, Michel Beaune, Bruno Cremer. Ils forment la « bande du Conservatoire ». Jean Rochefort apprend, le 30 juin 1953, qu'il n'est pas admis à concourir. Il en est profondément affecté.
Jean-Pierre Marielle l'incite à passer une audition à la compagnie Grenier-Hussenot, au sein de laquelle il est admis. Il y reste sept ans, appréciant « l'esprit d'avant-garde comique et la recherche de spectacles de qualité ». Il y est remarqué pour son aisance à jouer tant le drame que la comédie. Rochefort y fait la connaissance d'Yves Robert et d'Hubert Deschamps, avec lesquels il se produit fréquemment au cabaret. À ces occasions, il croise Jacques Brel, Georges Brassens et la chanteuse Barbara, avec laquelle il a une brève liaison. Par son entremise il fait la connaissance de Philippe Noiret, qui se produit comme elle au cabaret L'Écluse. Il deviendra son ami.

### Théâtre et télévision
Jean Rochefort commence sa carrière au théâtre à l'âge de vingt-trois ans, dans Azouk d'Alexandre Rivemale. Il joue essentiellement des auteurs contemporains : François Billetdoux, Dürrenmatt, René de Obaldia, Arthur Miller, Jean Giraudoux, Peter Ustinov, Robert Hossein. En 1964, Delphine Seyrig, l'impose comme partenaire dans Cet animal étrange, adaptation de nouvelles de Tchekhov par Gabriel Arout, mise en scène par Claude Régy. Le spectacle est un succès critique et public. L'année suivante, il se rend à Londres avec Seyrig auprès du dramaturge Harold Pinter. Celui-ci leur accorde les droits de deux de ses pièces, La Collection et L’Amant, qu’ils interprètent, toujours sous la direction de Claude Régy. Au contact de Delphine Seyrig il prend conscience de son capital de séduction : « Quand Delphine m'a fait savoir qu'elle désirait que je sois son partenaire dans des nouvelles de Tchekhov, je n'en revenais pas, moi le clown faux derche à la moustache récente. Le jour de la première, à ma grande surprise, le public n'a pas ri alors que cette beauté d'actrice tombait amoureuse de moi ! J'étais devenu le mâle qui donnait confiance ».
En 1976 il déclare : « Au théâtre (...) je n'ai à rougir de rien. En vingt-cinq ans, il n'y a pas une pièce que je renie, car je n'ai jamais eu à accepter quelque chose qui ne me plaisait pas ». Ses apparitions au théâtre s'interrompent pendant la décennie 70, parallèlement au succès grandissant qu'il connaît au cinéma. Il retournera sur les planches à partir de 1982 et jouera notamment en 1998 dans « Art », la pièce de Yasmina Reza.
Il fait ses débuts à la télévision dès 1957 en jouant notamment sous la direction de Stellio Lorenzi (La Dame de pique, d'après Pouchkine en 1958), Marcel Bluwal (Le mariage de Figaro en 1961), Claude Barma (La nuit des rois d'après Shakespeare en 1962), Yannick Bellon (La plaie et le couteau, Charles Baudelaire en 1967) ou Pierre Dux (Le Misanthrope en 1971). Il y reviendra à partir des années 1980 et tiendra notamment l'un des rôles principaux dans la série Le Comte de Monte-Cristo de Josée Dayan en 1998.

### Cinéma
Au cinéma, il obtient pour la première fois un rôle significatif en 1960 dans une production de propagande franco-soviétique réalisée par Marcello Pagliero, cinéaste communiste : Vingt Mille Lieues sur la terre. Le tournage catastrophique, prévu pour durer trois mois, le contraint à rester onze mois en URSS. Il en parlera plus tard comme d'un film « à la gloire des tracteurs, des usines et des futurs Tchernobyl ». Durant le tournage, il fait la connaissance d'Alexandra Moscwa, fille du ministre polonais des Postes et Télécommunications, qu'il épouse la même année. Le film n'a aucun succès en France.
Il enchaîne plus de vingt films et une douzaine de téléfilms pendant la décennie 1960. Il tient des rôles secondaires dans plusieurs films de cape et d'épée qui sont de grands succès : Le Capitaine Fracasse de Pierre Gaspard-Huit et Le Masque de fer, d'Henri Decoin, deux films avec Jean Marais, Cartouche de Philippe de Broca avec Jean-Paul Belmondo. Les nombreuses séquences équestres du film éveillent chez le comédien une passion pour le cheval. Il deviendra éleveur et participera à des concours hippiques. Cette passion est coûteuse et l'incite à accepter de tourner des « scénarios lamentables (qui deviennent) après un coup d’œil à (son) compte en banque, tout à fait acceptables ». Il les surnomme « films-avoine ».
En 1963, Jacques Deray lui confie l'un des rôles principaux dans un film policier : Symphonie pour un massacre. C'est également son premier rôle dramatique. Entre 1964 et 1966, il incarne François Desgrez, chef de la police et soupirant de Michèle Mercier dans trois épisodes de la série Angélique de Bernard Borderie, qui sont de grands succès populaires, attirant de 2,2 à 3 millions de spectateurs. Il considère que cette série est le premier élément de sa carrière qui l'ait réellement fait connaître du public. Il tourne deux autres comédies avec de Broca : Les Tribulations d'un Chinois en Chine en 1965, où il remplace Jean-Pierre Marielle comme valet de chambre de Jean-Paul Belmondo et Le Diable par la queue en 1969 où il incarne un aristocrate désargenté auprès d'Yves Montand, Madeleine Renaud et Jean-Pierre Marielle. Ce sont deux nouveaux succès publics. Il retient de cette décennie la satisfaction d'avoir incarné en 1966 un réalisateur de télévision dans le premier film de fiction du photographe William Klein : Qui êtes-vous Polly Magoo ? Ce film lui fait découvrir « un auteur intéressant et un univers qui m'excitait beaucoup ».
Jean Rochefort accède aux premiers rôles en 1968 dans une comédie d'Henri Lanoë où il a pour partenaire Macha Méril : Ne jouez pas avec les Martiens, puis dans Pour un amour lointain, un film d'Edmond Séchan. Il aborde le genre fantastique dans le premier long-métrage d'André Farwagi : Le Temps de mourir où il a pour partenaires Bruno Crémer et Anna Karina; le film obtient le prix Unicrit au Festival de Berlin 1970. Pour son rôle dans la pièce Un jour dans la mort de Joe Egg, il se laisse pousser une moustache, qu'il n'enlèvera qu'à deux reprises : en 1996, pour le film Ridicule, et en 2007 pour La Clé.

### Le succès
L'année 1973 marque un tournant dans sa carrière. En tournant Le Complot de René Gainville, il prend conscience des réels progrès qu'il a accomplis dans son travail de comédien. Bertrand Tavernier fait appel à lui peu après, en remplacement de François Périer, dans le rôle du commissaire Guilboud qui fait face à Philippe Noiret dans L'Horloger de Saint-Paul. Il considère que ce film a fait de lui l'acteur qu'il allait être par la suite. Il explique que le réalisateur, Bertrand Tavernier, lui a appris à se détendre face à la caméra qui, auparavant, l'impressionnait. Toujours avec Tavernier, il incarne l'abbé Dubois dans Que la fête commence... (1975), un rôle qui lui permet de remporter, à 46 ans, le premier César de l'histoire. Le tournage lui permet de connaître Nicole Garcia.
Il tourne en 1972 et 1975 dans le diptyque du Grand Blond (1972-1974) mis en scène par Yves Robert et dont la vedette est Pierre Richard. Le public est au rendez-vous avec 3,5 et 2,2 millions de spectateurs. Mais c'est dans une autre comédie, Un éléphant ça trompe énormément que Jean Rochefort rencontre en 1976 le succès dans un rôle principal, Etienne Dorsay, confirmé l'année suivante par Nous irons tous au paradis. Après cinq millions de spectateurs à eux deux, ils sont régulièrement programmés à la télévision, où à partir de fin 1976 il incarne sa passion des chevaux, au delà du maladroit cavalier du grand écran, dans des reportages et publicités à sa maison de Grosrouvre ,,,.
Il tourne également avec Michel Audiard (Comment réussir quand on est con et pleurnichard), Luis Buñuel (Le Fantôme de la liberté), Claude Chabrol (Les Magiciens et Les Innocents aux mains sales), Bertrand Blier (Calmos). Pour leur quatrième collaboration, Philippe de Broca lui propose le premier rôle de la comédie Le Cavaleur et Patrice Leconte l'engage aux côtés de Coluche pour son premier film Les vécés étaient fermés de l'intérieur, d'après les bandes dessinées de Gotlib. C'est un échec et le tournage laisse de mauvais souvenirs à l'acteur et au réalisateur, ce qui n'empêchera pas ce dernier de le réemployer dans sept autres films.
En 1977, Pierre Schoendoerffer le sollicite pour incarner Pierre, le médecin dans son film Le Crabe-Tambour. Rochefort préfère jouer le rôle du commandant, qui lui vaudra le César du meilleur acteur en 1978. Le film obtient au total quatre prix et attire 1,2 million de spectateurs. En 1979, Yves Robert lui confie le premier rôle de Courage fuyons, aux côtés de Catherine Deneuve. C'est à nouveau un succès. Il tourne plusieurs films en Italie, essentiellement pour des raisons alimentaires (L'homme aux nerfs d'acier de Michele Lupo avec Lee Van Cleef et Mon Dieu comment suis-je tombée si bas ? de Luigi Comencini avec Laura Antonelli) et apparaît dans des productions américaines tournées en France (La Grande Cuisine, French Postcards).

### Les années 1980 et 1990
Il fait des choix éclectiques, alternant rôles principaux et secondaires dans des films policiers (Il faut tuer Birgit Haas, Un dimanche de flic, Le Grand Frère, Le Moustachu...) et des comédies (Cible émouvante, Réveillon chez Bob, Frankenstein 90, La Galette du roi, Les Grands Ducs...). Il participe également à des œuvres plus personnelles, ainsi Un étrange voyage d'Alain Cavalier, Tandem de Patrice Leconte, Je suis le seigneur du château de Régis Wargnier, ou Le vent en emporte autant du cinéaste argentin Alejandro Agresti qui obtient de nombreuses récompenses dans des festivals internationaux. Il rencontre ses plus grands succès dans Ridicule de Patrice Leconte et Le Bal des casse-pieds d'Yves Robert attirant respectivement 2 millions et 1,3 million de spectateurs. Jean Rochefort participe également au film choral de Robert Altman : Prêt-à-porter.
Au théâtre, il se lance dans la mise en scène en 1982 pour L'étrangleur s'excite avec Richard Anconina, puis en 1988 avec La femme à contre-jour avec Ludmila Mikaël. Ces deux pièces d'Éric Naggar sont montées au Théâtre Hébertot avec Jean-Pierre Marielle dans le rôle principal. Il met également en scène à deux reprises L'Histoire du soldat composée par Igor Stravinsky. Sous la direction de Michel Piccoli, il joue en 1989 dans une comédie de David Mamet : Une vie de théâtre. En 1998, il crée « Art » de Yasmina Reza, aux côtés de Jean-Louis Trintignant et Pierre Vaneck.
Il revient à la télévision dans des films et des séries, et prête sa voix au doublage en français de nombreux films, notamment d'animation. Entre 1995 et 1999 il tourne 9 films de la série Les Bœuf-carottes, comédie policière en duo avec Philippe Caroit. Entre 1985 et 1988, il présente également Les Aventures de Winnie l'ourson, pour l'émission Le Disney Channel, diffusée sur FR3. Le producteur Gérard Jourd'hui l'a choisi pour sa popularité intergénérationnelle et sa simplicité. Cette série lui permet d'élargir son public en direction des enfants.

### Les années 2000 et 2010
L'année 2001 commence bien avec la réussite du film de Francis Veber Le Placard, qui attire 5,3 millions de spectateurs et reste le plus grand succès d'un film tourné par l'acteur. En 2000, il est Don Quichotte dans le film que Terry Gilliam commence à réaliser avec Johnny Depp et Vanessa Paradis : L'Homme qui tua Don Quichotte. Lors de ce tournage, qui tourne à la catastrophe et finit par s'interrompre prématurément, Jean Rochefort souffre d'une double hernie discale, l'empêchant à tout jamais de remonter à cheval. La production est arrêtée et Jean Rochefort reste plusieurs mois alité. Au cours des années qui suivent, il est victime de plusieurs dépressions suicidaires qui le contraignent à l'inaction pendant de nombreux mois. Il explique que son psychiatre lui conseille de quitter Auffargis, village proche de Rambouillet, où il réside et élève des chevaux, pour revenir vivre à Paris. Ce qu'il fait à partir de 2010.
Il retrouve Patrice Leconte en 2002 pour un film avec Johnny Hallyday, L'Homme du train qui obtient des récompenses dans plusieurs festivals internationaux. La performance de Rochefort lui vaut le prix du public à la Mostra de Venise 2002 et le prix Lumière en 2003. Il tourne beaucoup, notamment avec de jeunes réalisateurs tels qu'Alain Chabat (RRRrrrr!!!), Édouard Baer (Akoibon), Samuel Benchetrit (J'ai toujours rêvé d'être un gangster). En 2006, il incarne un personnage inquiétant dans le film policier de Guillaume Canet (Ne le dis à personne), d'après Harlan Coben, qui réunit plus de 3 millions de spectateurs. Le succès populaire est également au rendez-vous en 2008 avec Agathe Cléry d'Étienne Chatiliez (1,2 million de spectateurs) et en 2012 avec Astérix et Obélix : Au service de Sa Majesté de Laurent Tirard (3,9 millions). La même année il tient le premier rôle dans un film de Fernando Trueba écrit par Jean-Claude Carrière : L'Artiste et son modèle, avec Claudia Cardinale, qui n'obtient pas un grand succès public en France mais qui est remarqué dans plusieurs festivals, où l'acteur obtient notamment trois nominations. En 2015, dans Floride de Philippe Le Guay, son dernier long métrage, il incarne un homme victime de troubles de mémoire.
En 2006, il participe au clip de Vincent Delerm, Sous les avalanches, et au Grand Parc du Puy du Fou, à la création du spectacle "Les Mousquetaires de Richelieu", en assurant la voix off de présentation.

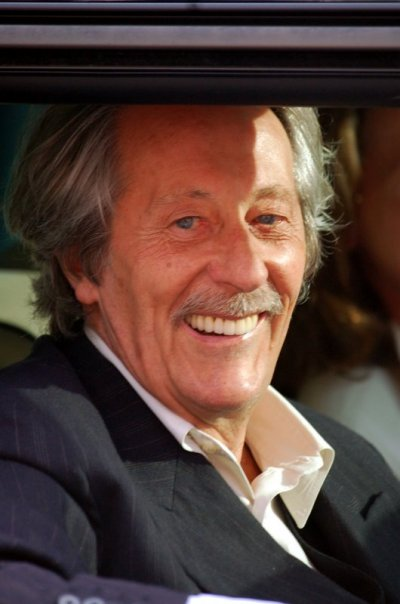
Jean Rochefort au Festival de Cannes 2006.

En 2007, il joue avec son fils Julien Rochefort dans un téléfilm adapté d'un conte de Guy de Maupassant, Hautot père et fils. Il participe également à l'album La Mécanique du cœur du groupe français Dionysos.
En 2008, il préside la cérémonie des Césars. Cette même année il est choisi par la marque d'assurances en ligne Amaguiz pour une campagne de publicité.
En 2013, il publie un livre de souvenirs intitulé Ce genre de choses, titre emprunté à Harold Pinter.
En 2015, il est président du jury du Festival du film britannique de Dinard. La même année, il annonce qu'il prend sa retraite et que Floride est son dernier film. Il avait déjà annoncé la fin de sa carrière en 2013.
La même année, il intervient dans une vidéo réalisée par le collectif « Les Boloss des Belles Lettres », qui s'illustre sur son blog par des adaptations contemporaines des classiques de la littérature, dans laquelle l'acteur revisite Madame Bovary. En 2016, une série télévisée financée par France 5 est lancée avec les créateurs du collectif, Quentin Leclerc et Michel Pimpant, où Jean Rochefort raconte chaque semaine en « langage jeune » et décalé un classique de la littérature comme Les Liaisons dangereuses, Le Petit Prince ou encore Le Père Goriot.

### Metteur en scène
Il est l'auteur de plusieurs films documentaires. Rosine en 1973 témoigne de sa passion des chevaux et suit les épreuves d'équitation de Rosine Boutin-Cailleux, jeune cavalière à Coëtquidan, devenue championne d'équitation et éleveuse. En 1974, il réalise un portrait-hommage de l'acteur Marcel Dalio, avec lequel il a sympathisé sur le tournage de Cartouche et qu'il considère comme « un désespéré rigolard » et « l'incarnation de l'acteur tel (qu'il l'imaginait) à quinze ans » : T'es fou, Marcel...
En 2010, il réalise avec Delphine Gleize un long-métrage sur l'entraîneur équestre Marc Bertran de Balanda, privé de l'usage de ses jambes pendant de longues années et décédé en 2006. En 2015, dans le cadre du magazine Square, Arte lui confie la réalisation d'un court-métrage dans lequel il met en scène un cordonnier : Pourquoi pas.
Certaines sources, évoquent un court métrage de 1973 intitulé Facile, très très facile.

### Équitation

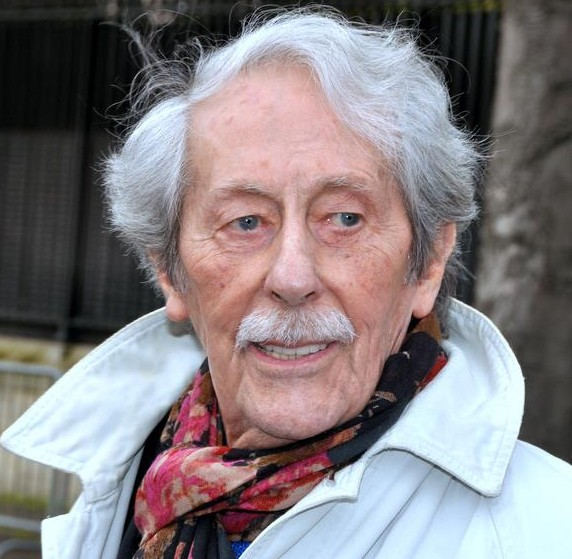
Jean Rochefort en 2013.

Le grand-père paternel de Jean Rochefort fut cocher à Dinan. À la trentaine, au cours du tournage de Cartouche en 1962, l'acteur se découvre une passion pour les chevaux et l'équitation. Il devient éleveur et acquiert le haras de Villequoy à Auffargis dans les Yvelines. Il affirme avoir mis une centaine de poulains au monde. Nashville III est le premier poulain qu'il a fait naître.
Après Cartouche, Jean Rochefort fait partager sa passion à son ami Philippe Noiret, qui devient lui aussi passionné de chevaux. Le film Les Ripoux et sa suite en donnent un exemple. Ils apprennent ensemble à monter à cheval dans un manège en même temps que des enfants de douze ans qui se débrouillent mieux qu'eux, et se font ainsi réprimander par le moniteur pour leur faible niveau. Il monte régulièrement en forêt de Saint Germain en Laye au célèbre manège Howlett. L'amour des chevaux le rapproche aussi de Guillaume Canet, lui-même excellent cavalier, qu'il croise le week-end lors des concours hippiques. Rochefort souffle son nom au réalisateur Philippe Haïm, qui le fait débuter au cinéma sur le film Barracuda en 1997.
Sa passion équestre l'a amené à devenir consultant pour France Télévisions, pour qui il a commenté diverses épreuves équestres, dont celles des Jeux olympiques d'été de 2004, ainsi que la cérémonie d'ouverture et les Jeux olympiques d'été de 2008.

### Engagements
- Jean Rochefort se dit « de droite avec une conscience sociale ». Dans un entretien avec Libération, en 2013, il explique : « J’ai le cœur à gauche, mais je ne peux être de gauche ». Il dit avoir été choqué par le tournage en URSS de Vingt mille lieues sur la terre, en 1960 : « en Russie, j’ai été étouffé de peur et de rire par cette bureaucratie, cette planification absurde. Qui m’a marqué à jamais[42] ».
- Jean Rochefort est le parrain du phare de la Vieille (Finistère)[43].
- En 2007, il s'engage dans le combat des Enfants de don Quichotte en faveur des SDF[44].
- En 2013, il devient membre du comité d'honneur de l'Alliance Anticorrida[45].
- En 2014, il parraine l'association Agitateurs de rêves pour les arts du spectacle vivant[46].

### Vie privée
Le 9 juillet 1952, Jean Rochefort se marie à Saint-Lunaire avec Élisabeth Bardin dont il divorcera en février 1960. Plus tard cette même année, le 15 juin à Varsovie en Pologne, Jean Rochefort épouse Aleksandra Moskwa, dont il a deux enfants : Marie (née en 1962) et Julien (né en 1964), lui aussi acteur.
Après vingt ans de mariage, il divorce et vit pendant sept ans avec Nicole Garcia dont il a un fils, Pierre (né en 1981), acteur également. En 1989, à Raizeux, il épouse en troisièmes noces l'architecte et cavalière Françoise Vidal, de vingt ans sa cadette, avec qui il a deux enfants, Louise (née en 1990) et Clémence (née en 1992),.
Après avoir habité Mareil-Marly, il avait acheté une maison à Grosrouvre dans les Yvelines.

### Dernière année et mort
En août 2016, Jean Rochefort est hospitalisé à Paris pour « des douleurs abdominales ».
Le 21 juillet 2017, il rend un hommage par téléphone sur Europe 1 à l'acteur Claude Rich, mort la veille. Se connaissant depuis le Conservatoire, ils avaient notamment joué ensemble dans Le Crabe-Tambour, qui avait valu à Jean Rochefort le César 1978 du meilleur acteur. En 2002, il avait remis à Claude Rich un César d'honneur.

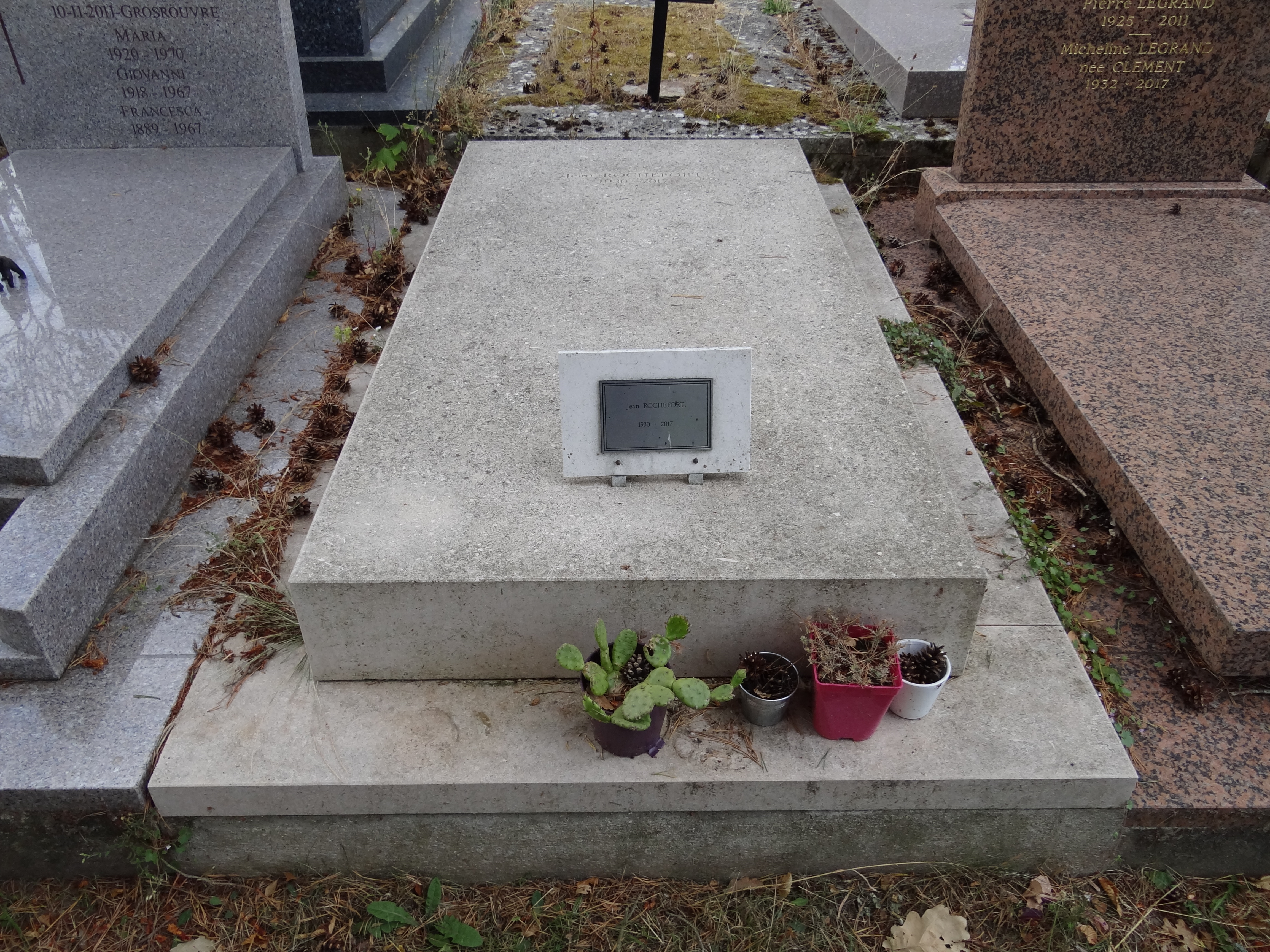
La tombe de Jean Rochefort au cimetière de Grosrouvre (Yvelines).

Jean Rochefort meurt d'un cancer le 9 octobre 2017 à l'âge de 87 ans, alors qu'il était hospitalisé à l'hôpital Saint-Joseph, situé dans le 14e arrondissement de Paris. Ses funérailles ont lieu le 13 octobre à l'église parisienne Saint-Thomas-d'Aquin en présence de nombreuses personnalités telles que Robert Hossein, Jean-Paul Belmondo, Charles Gérard, Guy Bedos, Jacques Perrin, Nicole Garcia, Patrice Leconte, Alain Souchon, Mylène Farmer, Édouard Baer, Sandrine Kiberlain ou encore Guillaume Canet. Il est inhumé au cimetière de Grosrouvre dans les Yvelines.

## Théâtre
- 1953 : Azouk d'Alexandre Rivemale, mise en scène Jean-Pierre Grenier, théâtre Fontaine
- 1953 : L'Huitre et la Perle de William Saroyan, mise en scène Jean-Pierre Grenier, théâtre Fontaine
- 1953 : Les Images d'Épinal d'Albert Vidalie, mise en scène Jean-Pierre Grenier, cabaret La Fontaine des Quatre-Saisons
- 1954 : Responsabilité limitée de Robert Hossein, mise en scène Jean-Pierre Grenier, théâtre Fontaine
- 1954 : L’Amour des quatre colonels de Peter Ustinov, adaptation Marc-Gilbert Sauvajon, mise en scène Jean-Pierre Grenier, théâtre Fontaine
- 1957 : Romanoff et Juliette de Peter Ustinov, mise en scène Jean-Pierre Grenier, théâtre Marigny
- 1957 : L’Amour des quatre colonels de Peter Ustinov, mise en scène Jean-Pierre Grenier, théâtre de l'Ambigu-Comique
- 1958 : Tessa la nymphe au cœur fidèle de Jean Giraudoux d'après Basil Dean et Margaret Kennedy, mise en scène Jean-Pierre Grenier, théâtre Marigny
- 1958 : L’Étonnant Pennypacker de Liam O'Brien, mise en scène Jean-Pierre Grenier, théâtre Marigny
- 1960 : Champignol malgré lui de Georges Feydeau et Maurice Desvallières, mise en scène Jean-Pierre Grenier, théâtre Marigny
- 1960 : Le Comportement des époux Bredburry de François Billetdoux, mise en scène de l'auteur, théâtre des Mathurins
- 1960 : Génousie de René de Obaldia, mise en scène Roger Mollien, TNP théâtre Récamier
- 1961 : Loin de Rueil de Maurice Jarre et Roger Pillaudin d'après Raymond Queneau, mise en scène Maurice Jarre et Jean Vilar, TNP théâtre national de Chaillot

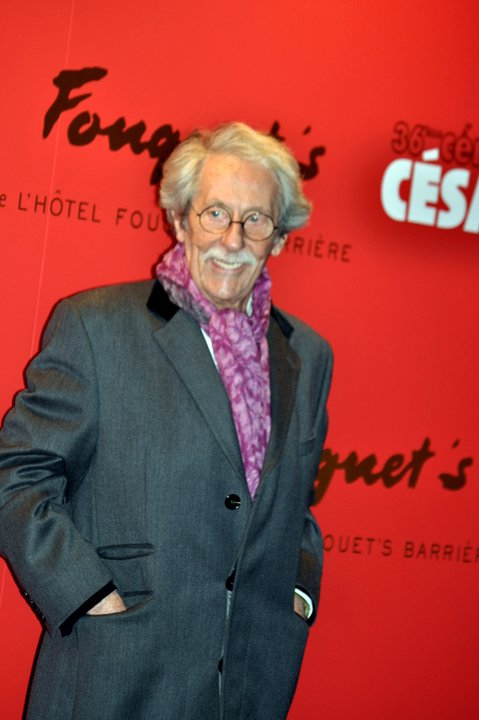
Jean Rochefort à la des César en 2011.

- 1962 : Frank V de Friedrich Dürrenmatt, mise en scène André Barsacq, théâtre de l'Atelier
- 1964 : Cet animal étrange de Gabriel Arout d’après Anton Tchekhov, mise en scène Claude Régy, théâtre Hébertot
- 1965 : La Collection et L’Amant d'Harold Pinter, mise en scène Claude Régy, théâtre Hébertot
- 1966 : La prochaine fois, je vous le chanterai de James Saunders, mise en scène Claude Régy, théâtre Antoine
- 1969 : Le Prix d'Arthur Miller, mise en scène Raymond Rouleau, théâtre Montparnasse
- 1970 : Un jour dans la mort de Joe Egg de Peter Nichols, mise en scène Michel Fagadau, théâtre de la Gaîté-Montparnasse
- 1971 : C'était hier d'Harold Pinter, mise en scène Jorge Lavelli, théâtre Montparnasse
- 1982 : L'Étrangleur s'excite d'Éric Naggar, mise en scène Jean Rochefort, théâtre Hébertot
- 1985 : Boulevard du mélodrame de Juan Pineiro et Alfredo Arias, mise en scène Alfredo Arias, Centre dramatique national d'Aubervilliers[57]
- 1988 : Une vie de théâtre de David Mamet, adaptation Pierre Laville, mise en scène Michel Piccoli, théâtre des Mathurins
- 1988 : La Femme à contre-jour d'Éric Naggar, mise en scène Jean Rochefort, théâtre des Mathurins
- 1988 : L'Histoire du soldat d'Igor Stravinsky, mise en scène Jean Rochefort, théâtre de Paris
- 1988 : Le Carnaval des animaux de Camille Saint-Saëns[Où ?] : narration
- 1989 : Une vie de théâtre de David Mamet, mise en scène Michel Piccoli[Où ?]
- 1991 : L'Histoire du soldat d'Igor Stravinsky, mise en scène Jean Rochefort[Où ?] : narration
- 1995 : Oraison funèbre sur la mort de Condé de Jacques-Bénigne Bossuet, musique de Jean-Baptiste Lully, direction Hervé Niquet, chapelle royale du château de Versailles
- 1996 : Le Petit Tailleur de Tibor Harsányi et Le Carnaval des animaux de Camille Saint-Saëns, théâtre du Châtelet et Bruxelles : narration
- 1998 : « Art » de Yasmina Reza, mise en scène Patrice Kerbrat, avec Pierre Vaneck et Jean-Louis Trintignant, théâtre Hébertot
- 2004 : Heureux ? sketchs de Fernand Raynaud, avec Bruno Fontaine, Comédie des Champs-Élysées, théâtre des Jacobins de Dinan[58]
- 2006 : Mousquetaires de Richelieu, spectacle du Puy du Fou
- 2007 : Entre autres, spectacle seul en scène, accompagné à l'accordéon par Lionel Suarez, dans lequel il rend hommage aux auteurs qui l’ont toujours accompagné, de Roland Barthes à Jean Yanne en passant par Fernandel, Verlaine, Boby Lapointe ou Primo Levi, théâtre de la Madeleine
- 2007 à l'Olympia : lors des trois derniers concerts de la tournée de Vincent Delerm les 30, 31 mai 2007 et 1er juin 2007, il chante Félicie aussi créée par Fernandel

## Filmographie

### En tant qu'acteur

#### Cinéma

##### Années 1950-1960
- 1955 : Rencontre à Paris de Georges Lampin : l’interne
- 1958 : Une balle dans le canon de Charles Gérard et Michel Deville : Leopold
- 1959 : Vingt Mille Lieues sur la terre (Леон Гаррос ищет друга) de Marcello Pagliero : Fernand
- 1961 : Le Capitaine Fracasse de Pierre Gaspard-Huit : Malartic
- 1961 : Le Soleil dans l'œil de Jacques Bourdon
- 1961 : Cartouche de Philippe de Broca : la Taupe
- 1962 : Le Masque de fer d'Henri Decoin : Lastreaumont
- 1962 : Fort du fou de Léo Joannon : Hérange
- 1963 : Symphonie pour un massacre de Jacques Deray : Jabeke
- 1963 : La Porteuse de pain de Maurice Cloche : Ovide Soliveau
- 1963 : Du grabuge chez les veuves de Jacques Poitrenaud : l'inspecteur Laforêt
- 1963 : La Foire aux cancres de Louis Daquin : le père de Didier
- 1964 : Les Pieds nickelés de Jean-Claude Chambon : Croquignol
- 1964 : Angélique, marquise des anges de Bernard Borderie : Desgrez
- 1964 : Merveilleuse Angélique de Bernard Borderie : Desgrez
- 1964 : Ah ! Les Belles Familles (Le belle famiglie) (sketch Amare è un po' morire) d'Ugo Gregoretti : le marquis Osvaldo
- 1964 : Les Barbouzes de Georges Lautner : le narrateur
- 1965 : Les Tribulations d'un Chinois en Chine de Philippe de Broca : Léon
- 1965 : Angélique et le Roy de Bernard Borderie : Desgrez
- 1966 : À cœur joie de Serge Bourguignon : Philippe
- 1966 : Qui êtes-vous, Polly Maggoo ? de William Klein : Grégoire Pecque
- 1967 : Ne jouez pas avec les Martiens d'Henri Lanoë : René Mastier
- 1967 : Pour un amour lointain d'Edmond Séchan : Guillaume
- 1967 : Le Dimanche de la vie de Jean Herman : le capitaine Bordeille
- 1968 : Le Diable par la queue de Philippe de Broca : le comte Georges
- 1969 : Le Temps de mourir d'André Farwagi : Hervé Breton

##### Années 1970
- 1970 : La Liberté en croupe d'Édouard Molinaro : Moss
- 1970 : Céleste de Michel Gast : Georges Cazenave
- 1971 : Les Malheurs d'Alfred de Pierre Richard : narration
- 1972 : L'Œuf de Jean Herman : Victor Dugommier
- 1972 : Le Grand Blond avec une chaussure noire d'Yves Robert : le colonel Toulouse
- 1972 : Les Feux de la Chandeleur de Serge Korber : Alexandre Boursault
- 1972 : L'Héritier de Philippe Labro : André Berthier, dit « le nonce »
- 1972 : Le Complot de René Gainville : Dominique
- 1973 : Bel Ordure de Jean Marbœuf : l’inspecteur
- 1973 : Salut l'artiste d'Yves Robert : Clément
- 1973 : L'Homme aux nerfs d'acier (Dio, sei proprio un padreterno !) de Michele Lupo : Louis Annunziata
- 1973 : Comment réussir quand on est con et pleurnichard de Michel Audiard : Foisnard
- 1973 : L'Horloger de Saint-Paul de Bertrand Tavernier : l'inspecteur Guilboud
- 1973 : Rosine (court-métrage) de lui-même
- 1974 : Le Retour du Grand Blond d'Yves Robert : le colonel Toulouse
- 1974 : Le Fantôme de la liberté de Luis Buñuel : Legendre
- 1974 : Isabelle devant le désir de Jean-Pierre Berckmans : monsieur Vaudois
- 1974 : Mon Dieu, comment suis-je tombée si bas ? (Mio Dio come sono caduta in basso !) de Luigi Comencini : Henri de Sarcey
- 1974 : Les Innocents aux mains sales de Claude Chabrol : maître Albert Légal
- 1975 : Un divorce heureux (En Lykkelig skilsmisse) de Henning Carlsen : Jean-Baptiste Morin
- 1975 : Les vécés étaient fermés de l'intérieur de Patrice Leconte : le commissaire Pichard
- 1975 : Les Magiciens de Claude Chabrol : Édouard
- 1975 : Que la fête commence... de Bertrand Tavernier : l'abbé Dubois
- 1976 : Calmos de Bertrand Blier : Albert
- 1976 : Le Diable dans la boîte de Pierre Lary : Alain Brissot
- 1976 : Un éléphant ça trompe énormément d'Yves Robert : Étienne Dorsay
- 1977 : Le Crabe-Tambour de Pierre Schoendoerffer : le commandant
- 1977 : Nous irons tous au paradis d'Yves Robert : Étienne Dorsay
- 1977 : La Grande Cuisine (Who Is Killing The Great Chefs of Europe?) de Ted Kotcheff : Auguste Grandvilliers
- 1978 : Le Cavaleur de Philippe de Broca : Édouard Choiseul
- 1978 : French Postcards de Willard Huyck : monsieur Tessier
- 1979 : Grandison d'Achim Kurz : Carl Grandison (inédit en France)
- 1979 : Courage fuyons d'Yves Robert : Martin Belhomme / Adrien Belhomme
- 1979 : Chère inconnue de Moshé Mizrahi : Gilles Martin

##### Années 1980
- 1980 : Je hais les blondes (Odio le bionde) de Giorgio Capitani : Donald Rose
- 1980 : Un étrange voyage d'Alain Cavalier : Pierre
- 1981 : Il faut tuer Birgitt Haas de Laurent Heynemann : Charles-Philippe Bauman
- 1981 : L'Indiscrétion de Pierre Lary : Alain Tescique
- 1982 : Le Grand Frère de Francis Girod : Charles-Henri Rossi
- 1983 : Un dimanche de flic de Michel Vianey : Rupert
- 1983 : L'Ami de Vincent de Pierre Granier-Deferre : Vincent Lamarre
- 1984 : Frankenstein 90 d'Alain Jessua : Victor Frankenstein
- 1984 : Réveillon chez Bob de Denys Granier-Deferre : Louis Alban
- 1985 : David, Thomas et les autres (Sortüz egy fekete bivalyért) de László Szabó : M. Louis
- 1985 : La Galette du roi de Jean-Michel Ribes : Arnold III
- 1987 : Le Moustachu de Dominique Chaussois : le capitaine Duroc
- 1987 : Mes quarante premières années (I miei primi quarant'anni) de Carlo Vanzina : Principe Riccio
- 1987 : Tandem de Patrice Leconte : Michel Mortez
- 1989 : Je suis le seigneur du château de Régis Wargnier : Monsieur Bréaud

##### Années 1990
- 1990 : Le Mari de la coiffeuse de Patrice Leconte : Antoine
- 1990 : Le Château de ma mère d'Yves Robert : Lois de Monmajour / Adolphe Cassignol
- 1991 : Amoureux fou de Robert Ménard : Rudolph
- 1992 : Le Bal des casse-pieds d'Yves Robert : Henri Sauveur
- 1992 : El largo invierno de Jaime Camino : Jordi Casals
- 1992 : Le Visionarium de Jeff Blyth : Louis XV
- 1992 : L'Atlantide de Bob Swaim : Le Meige
- 1993 : Tango de Patrice Leconte : Bellhop
- 1993 : Cible émouvante de Pierre Salvadori : Victor Meynard
- 1994 : Tombés du ciel de Philippe Lioret : Arturo Conti
- 1994 : Et ensuite, le feu (La prossima volta il fuoco) de Fabio Carpi : Amedeo
- 1994 : Prêt-à-Porter de Robert Altman : inspecteur Tantpis
- 1994 : Même heure, l'année prochaine (Tutti gli anni una volta l'anno) de Gianfrancesco Lazotti : Raffaele
- 1995 : Tom est tout seul de Fabien Onteniente : Jean-Pierre
- 1996 : Les Affinités électives (Le affinità elettive) de Vittorio et Paolo Taviani : narrateur
- 1996 : Palace de Joan Gràcia, Paco Mir et Carles Sans : Thomas Fausto
- 1996 : Les Grands Ducs de Patrice Leconte : Eddie Carpentier
- 1996 : Ridicule de Patrice Leconte : le marquis de Bellegarde
- 1996 : Never Ever de Charles Finch : Gérard Panier
- 1997 : Barracuda de Philippe Haïm : Monsieur Clément
- 1998 : Le serpent a mangé la grenouille d'Alain Guesnier : Monsieur Moreau
- 1998 : Le Vent en emporte autant d'Alejandro Agresti : Edgard Wexley
- 1998 : In and Out of Fashion de William Klein : images d'archives
- 1999 : Rembrandt de Charles Matton : Nicolaes Tulp

##### Années 2000-2010
- 2000 : La Vie sans secret de Walter Nions d'Hugo Gélin : Walter Nions (court-métrage)
- 2000 : À propos de Buñuel (documentaire) de José Luis Lopez Linares et Javier Rioyo : lui-même
- 2001 : Le Placard de Francis Veber : Kopel, le directeur de l'usine
- 2001 : L'Homme qui tua Don Quichotte de Terry Gilliam : Don Quichotte (inachevé)
- 2001 : Honolulu Baby de Maurizio Nichetti : Cri-Cri
- 2002 : L'Homme du train de Patrice Leconte : Manesquier
- 2002 : Blanche de Bernie Bonvoisin : le cardinal Mazarin
- 2003 : Les Clefs de bagnole de Laurent Baffie : un comédien qui refuse de tourner avec Laurent (simple apparition)
- 2003 : Il était une fois Jean-Sébastien Bach de Jean-Louis Guillermou : narrateur
- 2003 : Fanfan la Tulipe de Gérard Krawczyk : narrateur
- 2004 : RRRrrrr!!! d'Alain Chabat : Lucie
- 2005 : Akoibon d'Édouard Baer : Chris Barnes
- 2005 : L'Enfer de Danis Tanović : Louis
- 2006 : Ne le dis à personne de Guillaume Canet : Gilbert Neuville
- 2006 : Désaccord parfait d'Antoine de Caunes : Louis Ruinard
- 2007 : Les Vacances de Mr Bean de Steve Bendelack : le maître d'hôtel
- 2007 : La Clef de Guillaume Nicloux : Joseph Arp
- 2008 : J'ai toujours rêvé d'être un gangster de Samuel Benchetrit : Jean
- 2008 : Agathe Cléry d'Étienne Chatiliez : Louis Guinard
- 2010 : Le Joueur de citernes d'Emmanuel Gorinstein[59]
- 2012 : Astérix et Obélix : Au service de Sa Majesté de Laurent Tirard : Lucius Fouinus
- 2012 : L'Artiste et son modèle de Fernando Trueba : Marc Cros
- 2013 : Jappeloup de Christian Duguay : Lui-même
- 2015 : Floride de Philippe Le Guay : Claude Lherminier[60]
- 2019 : Je ne sais pas si c'est tout le monde de Vincent Delerm : lui-même[61]

#### Télévision
- 1957 : Madame Maxence a disparu de Bernard Hecht (téléfilm)
- 1957 : Fiancés du paradis de Lazare Iglesis : le serpent
- 1957 : L'Extravagant Capitaine Smith de Philippe Ducrest : Dr Hall
- 1958 : Monsieur de Saint-Germain de Philippe Ducrest : inspecteur
- 1958 : En votre âme et conscience :  Les Traditions du moment ou l'Affaire Fualdès de Claude Barma
- 1958 : La Dame de pique de Stellio Lorenzi : Tomski
- 1958 : La caméra explore le temps : La Mort de Marie-Antoinette
- 1960 : Arden de Faversham de Marcel Bluwal
- 1961 : La caméra explore le temps : Les Templiers : Guillaume de Plaisians
- 1961 : Loin de Rueil de Claude Barma : Jacques l'Aumône
- 1961 : Le Mariage de Figaro de Marcel Bluwal : Comte Almaviva
- 1962 : La Lettre dans un taxi de Pierre Badel : Paul
- 1962 : La Nuit des rois de Claude Barma : Sir André
- 1963 : Le Scieur de long de Marcel Bluwal : Jean-Marie Bonnefoit
- 1965 : Genousie de Claude Loursais : Philippe Hassingor
- 1965 : Le Naïf amoureux de Philippe Ducrest : Paul
- 1967 : Dim Dam Dom, section Le Lapin de Noël de Jean-Pierre Bastid
- 1968 : Don Juan revient de guerre de Marcel Cravenne : Don Juan
- 1971 : Le Misanthrope de Pierre Dux : Alceste
- 1978 : Encyclopédie audiovisuelle du cinéma : narrateur
- 1983 : Le Scénario défendu de Michel Mitrani : Antoine Rossi
- 1983 : Les Chiens de Jérusalem (I cani di Gerusalemme) de Fabio Carpi : Nicodème
- 1985 : L'Énigme blanche de Peter Kassovitz : Henri
- 1985 : Les Aventures de Winnie l'ourson (série TV) : narrateur
- 1988 : Guerra di spie de Duccio Tessari : Giovanni Sperelli
- 1988 : Sueurs froides : Un cœur de pierre d'Alain Bonnot : Arnaud Delamarre
- 1990 : La Seconde de Christopher Frank : Farou
- 1995-2001 : Les Bœuf-carottes : commissaire Antoine Venturi (série TV de 9 épisodes)
- 1997 : Clara et son Juge de Joël Santoni : le juge Larcher
- 1998 : Le Comte de Monte-Cristo , mini-série de Josée Dayan : Fernand Mondego, comte de Morcerf
- 2002 : Saint-Germain ou la Négociation de Gérard Corbiau : Henri de Malassise
- 2004 : Frankenstein de Kevin Connor : l'homme aveugle jouant du violon
- 2004 : Les Bottes de Renaud Bertrand : narrateur
- 2010 : Docteur Tom ou la Liberté en cavale de Tristan Carné : narrateur
- 2006 : Chez Maupassant : Hautot père et fils de Marc Rivière : Hautot père
- 2010 : Le Grand Restaurant (divertissement) de Gérard Pullicino : un client
- 2011 : Belmondo, itinéraire… de Vincent Perrot et Jeff Domenech : témoignage
- 2016 : Les Boloss des Belles Lettres, série

#### Doublage

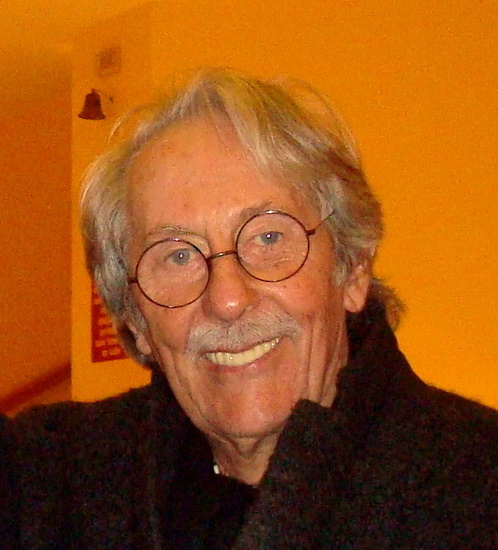
Jean Rochefort à Saint-Malo en février 2009.

##### Cinéma
- 1989 : Les dieux sont tombés sur la tête 2 : le narrateur (version française)
- 1998 : Docteur Dolittle : le tigre (version française)
- 2004 : Les Dalton de Philippe Haïm : Jolly Jumper (voix originale)
- 2004 : La Dernière Minute de Nicolas Salis (court-métrage d'animation) (voix originale)
- 2005 : Robots de Chris Wedge et Carlos Saldanha : Bigweld (version française)
- 2011 : Titeuf, le film de Zep : Pépé (voix originale)
- 2014 : Jack et la Mécanique du cœur de Mathias Malzieu et Stéphane Berla : Georges Méliès (voix originale)
- 2015 : Avril et le Monde truqué de Franck Ekinci et Christian Desmares : Prosper « Pops » Franklin (voix originale)

##### Télévision
- 1989 : Madeline : narrateur (voix originale)
- 2004 : Le Clan des rois : Eddie (version française)

#### Documentaires
- 2002 : Lost in La Mancha de Keith Fulton et Louis Pepe : lui-même
- 2014 : Le Chercheur inquiet d'avril Tembouret : lui-même
- 2005 : De Gaulle intime : narrateur

#### Clips
- 2006 : clip Sous les avalanches de Vincent Delerm
- 2008 : clip L'Homme sans trucage de Dionysos

#### Publicités
- 1992 : signal d'appel de France Télécom (TV)
- 2003 : journées du handicap mental (TV)
- 2008 : assurances Amaguiz (TV)
- 2010 : assurances Amaguiz (TV)

### En tant que réalisateur
- 1973 : Rosine (court-métrage) - également scénariste
- 1974 : T'es fou Marcel... (court-métrage documentaire)
- 2010 : Cavaliers seuls (documentaire) - coréalisé avec Delphine Gleize

## Discographie
- 1961 : voix sur le livre-disque Peau d'Âne, d'après Charles Perrault, publié par Philips[62]
- 1977 : Jean Rochefort et Jean-Pierre Marielle : Paris jadis, paroles de Jean-Roger Caussimon et musique de Philippe Sarde ; chanson du film Des enfants gâtés de Bertrand Tavernier; on l'entend brièvement dans Le Crabe-Tambour
- 1982 : compositeur et interprète du disque de conte pour enfants Le Lièvre bleu ;
- 1982 : voix du conteur pour le livre-disque Rox et Rouky de Walt Disney Pictures ;
- 1988 : Le Pont de la rivière Kwaï de Pierre Boulle (5 cassettes audio, Auvidis) ;
- 2007 : voix du conteur pour le livre-disque Le Silence de l'opéra de Pierre Créac'h aux éditions Sarbacane ;
- 2008 : voix sur la chanson L'Homme sans trucage, présente sur l'album La Mécanique du cœur de Dionysos : le personnage de Georges Méliès ;
- 2011 : Weepers Circus, N'importe où, hors du monde, livre-disque auquel participe une quarantaine d'invités aux titres d'auteurs ou d'interprètes. Jean Rochefort y donne sa voix sur le titre Anywhere out of the World, la dernière plage de l'album ;
- 2015 : Puisque vous partez en voyage, duo avec Sandrine Kiberlain, bande originale du film Floride de Philippe Le Guay.

## Publications
- Jean Rochefort et Edwart Vignot, Le Louvre à cheval, éditions Place des Victoires / Musée du Louvre éditions, 2011. [présentation en ligne]
- Jean Rochefort, Ce genre de choses, Paris, Éditions Stock, 2013, 208 p. (ISBN 978-2-234-07013-4)

## Distinctions

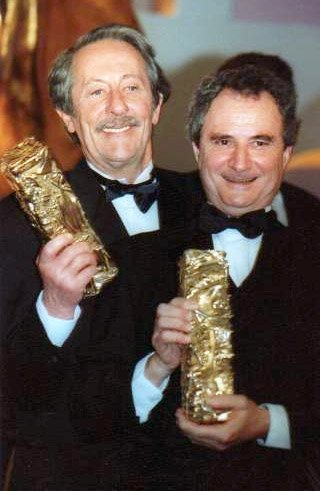
Jean Rochefort et Daniel Prévost à la 24e cérémonie des César en 1999.

### Décorations
- Chevalier de la Légion d'honneur
- Officier de l'ordre national du Mérite (1998)[63]
- Chevalier de l'ordre du Mérite agricole (2004) ; décoration remise par le Premier ministre Jean-Pierre Raffarin le 9 septembre, à l'Hôtel de Matignon[64]
- Officier de l'ordre des Arts et des Lettres [65]

### Récompenses
- Prix du Syndicat de la critique 1970 : meilleur comédien de théâtre pour Un jour dans la mort de Joe Egg
- César 1976 : meilleur acteur dans un second rôle pour Que la fête commence...
- César 1978 : meilleur acteur pour Le Crabe-Tambour
- Festival des films du monde de Montréal 1982 : meilleur acteur pour L'Indiscrétion
- MystFest 1983 : meilleur acteur pour L'Indiscrétion
- César 1999 : César d'honneur pour l’ensemble de sa carrière
- Mostra de Venise 2002 : meilleur acteur (prix du public) pour L'Homme du train
- Lumières 2003 : meilleur acteur pour L'Homme du train
- Prix Henri-Desgrange de l'Académie des sports 2006[66]

### Nominations
- César 1980 : meilleur acteur pour Courage, fuyons
- César 1988 : meilleur acteur pour Tandem
- César 1991 : meilleur acteur pour Le Mari de la coiffeuse
- César 1997 : meilleur acteur dans un second rôle pour Ridicule
- Prix Goya 2013 : meilleur acteur pour L'Artiste et son modèle[67]

## Hommages
- Le centre culturel de Saint-Lunaire[4] et deux rues de Brétigny-sur-Orge et Mareil-Marly portent son nom. Une rue à Saint-André-les-Vergers dans l’Aube porte son nom.
- L’un des auditorium du centre des congrès de Dinan porte son nom[58].
- Jean Rochefort, l'irrésistible, film documentaire de Yves Riou, 2020.
- Au Festival Films courts de Dinan, le prix Jean-Rochefort récompense chaque année la meilleure interprétation dans les courts métrages en compétition[68]. En 2022, l'actrice italienne Anna Galiena est présidente du jury et lui rend hommage en présentant Le Mari de la coiffeuse[69], film de Patrice Leconte sorti en 1990, où Jean Rochefort tient le rôle-titre et elle-même celui de la coiffeuse. Clémence Rochefort, la fille de l'acteur, est l'invitée d'honneur du festival et présente également un hommage le 19 novembre 2022, au théâtre des Jacobins de la ville[70].